# Sericochroa serra
Sericochroa serra är en fjärilsart som beskrevs av Max Wilhelm Karl Draudt 1932. Sericochroa serra ingår i släktet Sericochroa och familjen tandspinnare. Inga underarter finns listade i Catalogue of Life.